# Вершков, Дмитрий Александрович
Дми́трий Алекса́ндрович Вершко́в (род. 27 мая 2002, Волжский, Волгоградская область) — российский футболист, защитник.
Начал играть в футбол в Волжском. Затем поступил в Волгоградское училище олимпийского резерва, потом перешёл а академию СК «Ротор». Тренировался под руководством Сергея Орлова и Алексея Жданова. 11 сентября 2020 года дебютировал в молодёжном первенстве в гостевом матче с «Ахматом» (0:2). 13 февраля 2021 года подписал контракт с «Ротором». Первый матч в чемпионате сыграл 24 апреля — в гостевой игре против «Зенита» (0:6) вышел на 69-й минуте.